# 山崎五紀
山崎 五紀（やまざき いつき、1966年1月3日-）は、日本の元女子プロレスラー。身長165cm、体重62kg。

## 経歴
兵庫県飾磨郡家島町（現在の兵庫県姫路市）出身。中学を卒業した1981年に全日本女子プロレスに入門、同年デビュー。同年引退したマミ熊野は家島の先輩でもある。若手時代にはデビル雅美率いる「ブラック・デビル（デビル軍団）」の構成員として、凶器使用も辞さぬヒールファイトを展開していた。
1984年のデビル軍団の解散後は抜群のルックス、アイドル顔負けのプロポーションから男性ファンも非常に多く、ベビーフェイスに転向し、同期の女子プロレス界の聖子ちゃん（松田聖子）立野記代とのタッグチーム「ジャンピング・ボム・エンジェルス」を組み、クラッシュ・ギャルズブームの二番手的役割を担いつつ、極悪同盟との抗争を展開するも負け試合が多くファンははなれつつあった。JBエンジェルスはWWF（現WWE）にも参戦し、メインも務めた。
一時期引退するも、ジャパン女子プロレスに移籍して復帰、数々の名試合をしてきたが、最後に、力に勝る神取忍に関節技によりギブアップで敗れる。WCWへも参戦した。
結婚を機に1991年12月22日をもって引退。現在はアメリカのニューヨーク在住。夫婦で日本食レストランを経営している。一方で後輩のブル中野に愛弟子の豊田真奈美を初めとする日本の女子レスラーがアメリカ遠征する際の手助けもしている。
自伝『五紀伝―女子プロレスラーとして生きた私』（敷村良子＝取材・構成・文世織書房）を2006年4月に上梓した。
2008年夏に4興行限定で現役復帰、立野とのJBエンジェルスも復活させた。
限定復帰以降はプロレスラーとしては活動していない。

## 獲得タイトル
- WWWA世界タッグ王座
- WWF世界女子タッグ王座
- 全日本シングル王座

## 入場テーマ曲
- 「Welcome」（正規軍に転向後短期間のみ使用。元々は1年先輩の奥村ひとみの入場曲）
- 「Skydiver」（アルバム「Beautiful Fighters 女子プロレスラー ファイティングテーマ」収録）

## その他
- 「CHANCE×3」で歌手デビューしたこともある。